# Strategy pattern
Nella programmazione ad oggetti, lo strategy pattern è uno dei pattern fondamentali, definiti originariamente dalla Gang of Four.
L'obiettivo di questa architettura è isolare un algoritmo all'interno di un oggetto, in maniera tale da risultare utile in quelle situazioni dove sia necessario modificare dinamicamente gli algoritmi utilizzati da un'applicazione. Si pensi ad esempio alle possibili visite in una struttura ad albero (visita anticipata, simmetrica, posticipata); mediante il pattern strategy è possibile selezionare a tempo di esecuzione una tra le visite ed eseguirla sull'albero per ottenere il risultato voluto. Anche il design pattern Iterator si basa su questo concetto di isolamento.
Questo pattern prevede che gli algoritmi siano intercambiabili tra loro, in base ad una specificata condizione, in modalità trasparente al client che ne fa uso. In altre parole, data una famiglia di algoritmi che implementa una certa funzionalità, come può essere ad esempio un algoritmo di visita oppure di ordinamento, essa dovrà esportare sempre la medesima interfaccia, così il client dell'algoritmo non dovrà fare nessuna assunzione su quale sia la strategia istanziata in un particolare istante.

## Esempio
L'esempio seguente è stato codificato con il linguaggio di programmazione Java.
```
    
// "Strategy"

    
public
 
interface
 
ISortStrategy

    
{

       
public
 
void
 
sort
(
List
<
Document
>
 
documentList
);

    
}

   
// "classe concreta Strategy" 

   
public
  
class
 
QuickDocumentSort
 
implements
 
ISortStrategy

    
{

        
public
 
void
 
sort
(
List
<
Document
>
 
documentList
)

        
{

            
// Call overloaded Sort

            
sortQuickSort
(
documentList
);

           

        
}

        
// Ordina usando l'algoritmo del quickSort

        
private
 
void
 
sortQuickSort
(
List
<
Document
>
 
list
)

        
{

            
//Ordina i documenti usando l'algoritmo del quicksort

            
Collection
.
quickSort
(
list
,
left
,
right
);

        
}

    
}

    
// "classe concreta Strategy" 

   
public
  
class
 
MergeDocumentSort
 
implements
 
ISortStrategy

    
{

        
public
 
void
 
sort
(
List
<
Document
>
 
documentList
)

        
{

            
// Call overloaded Sort

            
sortMergeSort
(
documentList
);

           

        
}

        
// Ordina usando l'algoritmo del mergeSort

        
private
 
void
 
sortMergeSort
(
List
<
Document
>
 
list
)

        
{

            
//Ordina i documenti usando l'algoritmo del mergeSort

            
Collection
.
mergeSort
(
list
,
left
,
right
);

        
}

    
}

    
//Contesto in cui viene usato il pattern strategy. Abbiamo una lista di documenti che deve essere ordinata.

    
public
 
class
 
SortedDocumentList

    
{

        
//Lista di documenti

        
private
 
List
<
Document
>
 
documentList
 
=
 
new
 
List
<
Document
>
();

        
//Algoritmo per l'ordinamento dei documenti

        
private
 
ISortStrategy
 
sortStrategy
;

        
public
 
SortedDocumentList
(
 
List
<
Document
>
 
documents
 
){

            
this
.
documentList
 
=
 
documents
;

        
}

        

        
public
 
void
 
setSortStrategy
(
ISortStrategy
 
sortStrategy
)

        
{

            
this
.
sortStrategy
 
=
 
sortStrategy
;

        
}

        
public
 
void
 
add
(
Document
 
document
)

        
{

            
documentList
.
add
(
document
);

        
}

        
//Ordina la lista di documenti usando un algoritmo di ordinamento

        
public
 
void
 
sort
()

        
{

            
//Ordina i documenti

            
sortStrategy
.
sort
(
documentList
);

            
// Display results

            
for
 
(
Document
 
document
:
 
documentList
 
)

            
{

               
System
.
out
.
println
(
document
.
getTitle
());

            
}

        
}

    
}

    
class
 
Document

    
{

        
private
 
String
 
title
;

        
private
 
String
 
code
;

        
public
 
Document
(
String
 
title
,
 
String
 
code
)

        
{

            
this
.
title
 
=
 
title
;

            
this
.
code
 
=
 
code
;

        
}

        
public
 
String
 
getTitle
()

        
{

            
return
 
title
;

        
}

        
public
 
void
 
setCode
(
String
 
code
)

        
{

            
this
.
code
 
=
 
code
;

        
}

    
}

```

Utilizzo dello Strategy: nel seguente esempio vediamo come ordinare una lista di documenti con due diversi algoritmi di ordinamento senza che la classe che si occupa di ordinare i documenti conosca l'implementazione dell'algoritmo di ordinamento.
```
public
 
class
 
SortDocument
 
{

    
public
 
void
 
sort
(
List
<
Document
>
 
documents
)
 
{

        
QuickDocumentSort
 
quickDocumentSort
 
=
 
new
 
QuickdocumentSort
();

        

        
SortedDocumentList
 
sortedDocumentList
 
=
 
new
 
SortedDocumentList
(
documents
);

    

        
//Aggiungi l'algoritmo per effettuare l'ordinamento

        
sortedDocumentList
.
setSortStrategy
(
quickDocumentSort
);

    

        
//Ordina i documenti usando l'algoritmo quickDocumentSort

        
sortedDocumentList
.
sort
();

    

        
MergeDocumentSort
 
mergeDocumentSort
 
=
 
new
 
MergeDocumentSort
();

    

        
sortedDocumentList
.
setSortStrategy
(
mergeDocumentSort
);

    

        
//Ordina di nuovo la lista usando un altro algoritmo di ordinamento

         
sortedDocumentList
.
sort
();

    
}

}

```